# Tongue n' Cheek
Pour l’article ayant un titre homophone, voir Tongue-in-cheek.
Albums de Dizzee Rascal
Maths + English
(2007) The Fifth
(2011)
Singles
1. Dance wiv Me
Sortie : 30 juin 2008
2. Bonkers
Sortie : 18 mai 2009
3. Holiday
Sortie : 24 août 2009
4. Dirtee Cash
Sortie : 23 novembre 2009
5. Dirtee Disco
Sortie : 27 mai 2010

Tongue n' Cheek est le quatrième album de Dizzee Rascal sorti le 20 septembre 2009 sur les labels Dirty Stank et Liberation Music

## Liste des titres
Toutes les paroles sont écrites par Dizzee Rascal.
| No  | Titre                                            | Producteur(s)                 | Durée |
| --- | ------------------------------------------------ | ----------------------------- | ----- |
| 1.  | Bonkers (avec Armand Van Helden)                 | Armand Van Helden             | 2:57  |
| 2.  | Road Rage (featuring Chrome)                     | Aaron LaCrate, Debonair Samir | 3:14  |
| 3.  | Dance wiv Me (featuring Calvin Harris et Chrome) | Calvin Harris                 | 3:24  |
| 4.  | Freaky Freaky                                    | Cage                          | 3:42  |
| 5.  | Can't Tek No More (avec Shy FX)                  | Shy FX                        | 3:28  |
| 6.  | Chillin' wiv da Man Dem                          | Cage                          | 4:39  |
| 7.  | Dirtee Cash                                      | Cage                          | 4:21  |
| 8.  | Money, Money                                     | Cage, Dizzee Rascal           | 3:23  |
| 9.  | Leisure                                          | Cage, Footsie                 | 4:13  |
| 10. | Holiday (featuring Chrome)                       | Calvin Harris                 | 3:40  |
| 11. | Bad Behaviour (avec Tiësto)                      | Tiësto, Danja                 | 4:31  |